# Швабија (Баварска)
Швабија (бав. Schwobm) је један од седам административних региона немачке државе Баварска.
| Окрузи | Аутономни градови                                        |
| --- | -------------------------------------------------------- |
| 1. Ајхах-Фридберг 2. Аугзбург 3. Дилинген на Дунаву 4. Дунав-Рис 5. Гинцбург 6. Линдау 7. Ној-Улм 8. Обералгој 9. Осталгој 10. Унтералгој | 1. Аугзбург 2. Кауфбојрен 3. Кемптен (Алгој) 4. Меминген |